# Senegal nos Jogos Olímpicos de Verão de 2008
O Senegal competiu nos Jogos Olímpicos de Verão de 2008, em Pequim, na China.

## Desempenho

### Atletismo
Masculino
| Atletas          | Evento             | Preliminares | Preliminares | Semifinal   | Semifinal   | Final       | Final       |
| Atletas          | Evento             | Marca        | Posição      | Marca       | Posição     | Marca       | Posição     |
| ---------------- | ------------------ | ------------ | ------------ | ----------- | ----------- | ----------- | ----------- |
| Abdoulaye Wagne  | 800 metros         | 1m47s50      | 31º          | Não avançou | Não avançou | Não avançou | Não avançou |
| Ndiss Kaba Badji | Salto em distância | 8,07m        | 7º           |             |             | 8,16m       | 6º          |
| Ndiss Kaba Badji | Salto triplo       | Sem marca    | Sem marca    |             |             | Não avançou | Não avançou |

### Canoagem de velocidade
Masculino
| Atleta           | Evento     | Preliminar | Preliminar | Semifinais  | Semifinais  | Final       | Final       |
| Atleta           | Evento     | Tempo      | Posição    | Tempo       | Posição     | Tempo       | Posição     |
| ---------------- | ---------- | ---------- | ---------- | ----------- | ----------- | ----------- | ----------- |
| Assane Dame Fall | K-1 500 m  | 1m52s215   | 26º        | 2m04s633    | 25º         | Não avançou | Não avançou |
| Assane Dame Fall | K-1 1000 m | 4m07s061   | 24º        | Não avançou | Não avançou | Não avançou | Não avançou |

Feminino
| Atleta     | Evento    | Preliminar | Preliminar | Semifinais  | Semifinais  | Final       | Final       |
| Atleta     | Evento    | Tempo      | Posição    | Tempo       | Posição     | Tempo       | Posição     |
| ---------- | --------- | ---------- | ---------- | ----------- | ----------- | ----------- | ----------- |
| Khathia Ba | K-1 500 m | 2m17s740   | 25º        | Não avançou | Não avançou | Não avançou | Não avançou |

### Esgrima
Masculino
| Atleta         | Evento           | Fase de 64             | Fase de 32               | Fase de 16             | Quartas de final       | Semifinais             | Disputa Bronze         | Final                  |
| Atleta         | Evento           | Adversário e resultado | Adversário e resultado   | Adversário e resultado | Adversário e resultado | Adversário e resultado | Adversário e resultado | Adversário e resultado |
| -------------- | ---------------- | ---------------------- | ------------------------ | ---------------------- | ---------------------- | ---------------------- | ---------------------- | ---------------------- |
| Abdulaye Thiam | Sabre individual | USA J. Rogers D 10-15  | Não avançou              | Não avançou            | Não avançou            | Não avançou            | Não avançou            | Não avançou            |
| Mamadou Keita  | Sabre individual | JPN S. Ogawa V 15-14   | ROU R. Dunitrescu D 7-15 | Não avançou            | Não avançou            | Não avançou            | Não avançou            | Não avançou            |

Feminino
| Atleta     | Evento           | Fase de 64                  | Fase de 32             | Fase de 16             | Quartas de final       | Semifinais             | Disputa Bronze         | Final                  |
| Atleta     | Evento           | Adversário e resultado      | Adversário e resultado | Adversário e resultado | Adversário e resultado | Adversário e resultado | Adversário e resultado | Adversário e resultado |
| ---------- | ---------------- | --------------------------- | ---------------------- | ---------------------- | ---------------------- | ---------------------- | ---------------------- | ---------------------- |
| Nafi Toure | Sabre individual | CUB M. González Pozo D 7-15 | Não avançou            | Não avançou            | Não avançou            | Não avançou            | Não avançou            | Não avançou            |

### Judô
Masculino
| Atleta         | Evento  | Fase de 32                   | Fase de 16             | Quartas                | Semifinais             | Repescagem             | Repescagem             | Repescagem             | Final                  | Final       |
| Atleta         | Evento  | Fase de 32                   | Fase de 16             | Quartas                | Semifinais             | 1ª fase                | Quartas                | Semifinais             | Final                  | Final       |
| Atleta         | Evento  | Adversário e resultado       | Adversário e resultado | Adversário e resultado | Adversário e resultado | Adversário e resultado | Adversário e resultado | Adversário e resultado | Adversário e resultado | Pos.        |
| -------------- | ------- | ---------------------------- | ---------------------- | ---------------------- | ---------------------- | ---------------------- | ---------------------- | ---------------------- | ---------------------- | ----------- |
| Djegui Bathily | +100 kg | USA D. McCormick D 0001-0010 | Não avançou            | Não avançou            | Não avançou            | Não avançou            | Não avançou            | Não avançou            | Não avançou            | Não avançou |

Feminino
| Hortance Diedhiou | -52 kg |                            | ALG S. Haddad D 0001-0010 |             |             | LUX M. Muller D 0001-1001 | Não avançou | Não avançou | Não avançou | Não avançou |             |             |             |             |
| Cecile Hane       | -63 kg | VEN Y. Barreto D 0000-1012 | Não avançou               | Não avançou | Não avançou | Não avançou               | Não avançou | Não avançou | Não avançou | Não avançou |             |             |             |             |
| Gisele Mendy      | -70 kg | GER A. Bohm D 0000-1000    |                           |             |             | UKR N. Smal D 0000-0201   | Não avançou | Não avançou | Não avançou | Não avançou | Não avançou | Não avançou | Não avançou | Não avançou |

### Lutas
Livre masculino
| Atleta       | Evento | Oitavas de final       | Quartas de final       | Semifinal              | Repescagem 1ª rodada         | Repescagem 2ª rodada   | Final                  |
| Atleta       | Evento | Adversário e resultado | Adversário e resultado | Adversário e resultado | Adversário e resultado       | Adversário e resultado | Adversário e resultado |
| ------------ | ------ | ---------------------- | ---------------------- | ---------------------- | ---------------------------- | ---------------------- | ---------------------- |
| Adama Diatta | -55 kg | JPN T. Matsunaga D VT  |                        |                        | TUR S. Akgul D 0-1, 1-0, 0-1 | Não avançou            | Não avançou            |

### Natação
Masculino
| Atleta(s)   | Evento      | Eliminatórias | Eliminatórias | Semifinal   | Semifinal   | Final       | Final       |
| Atleta(s)   | Evento      | Tempo         | Posição       | Tempo       | Posição     | Tempo       | Posição     |
| ----------- | ----------- | ------------- | ------------- | ----------- | ----------- | ----------- | ----------- |
| Malick Fall | 100 m peito | 1m02s51       | 48º           | Não avançou | Não avançou | Não avançou | Não avançou |

Feminino
| Atleta(s)        | Evento          | Eliminatórias | Eliminatórias | Semifinal   | Semifinal   | Final       | Final       |
| Atleta(s)        | Evento          | Tempo         | Posição       | Tempo       | Posição     | Tempo       | Posição     |
| ---------------- | --------------- | ------------- | ------------- | ----------- | ----------- | ----------- | ----------- |
| Binta Zahra Diop | 100 m borboleta | 1m04s26       | 47º           | Não avançou | Não avançou | Não avançou | Não avançou |

### Taekwondo
Feminino
| Atleta          | Evento | Preliminares           | Quartas                | Semifinais             | Repescagem             | Medalha de Bronze      | Final                  | Posição     |
| Atleta          | Evento | Adversário e resultado | Adversário e resultado | Adversário e resultado | Adversário e resultado | Adversário e resultado | Adversário e resultado | Posição     |
| --------------- | ------ | ---------------------- | ---------------------- | ---------------------- | ---------------------- | ---------------------- | ---------------------- | ----------- |
| Bineta Diedhiou | −49kg  | VIE N. Hoai Thu V 1-0  | ITA V. Calabrese D 0-3 | Não avançou            | Não avançou            | Não avançou            | Não avançou            | Não avançou |